# Wout Van den Broeck
Wouter (Wout) Van den Broeck (9 mei 1973) is een Belgische voormalige atleet, die gespecialiseerd was in de middellange afstand en het veldlopen. Hij veroverde drie Belgische titels.

## Biografie
Van den Broeck werd in 1998 Belgisch kampioen op de korte cross en op de 1500 m. Begin 1999 werd hij op die afstand ook indoor Belgisch kampioen. In 2000 stopte hij na een langdurige blessure aan de hiel met atletiek. In 2004 hervatte hij in wegwedstrijden zoals de 20 km door Brussel.
Van den Broeck werd opgeleid bij Atletiekclub Grimbergen en stapte over naar Excelsior Sports Club.

## Belgische kampioenschappen
Outdoor
| Onderdeel   | Jaar |
| ----------- | ---- |
| 1500 m      | 1998 |
| korte cross | 1998 |

Indoor
| Onderdeel | Jaar |
| --------- | ---- |
| 1500 m    | 1999 |

## Persoonlijke records
Outdoor
| Onderdeel | Prestatie | Datum            | Plaats |
| --------- | --------- | ---------------- | ------ |
| 1500 m    | 3.43,28   | 16 augustus 1997 | Nijvel |

Indoor
| Onderdeel | Prestatie | Datum           | Plaats |
| --------- | --------- | --------------- | ------ |
| 1500 m    | 3.43,21   | 8 februari 1998 | Gent   |

## Palmares

### 1500 m
- 1997:  BK indoor AC – 3.49,86
- 1997:  BK AC – 3.47,07
- 1998:  BK indoor AC – 3.45,68
- 1998:  BK AC – 3.48,20
- 1999:  BK indoor AC – 3.54,90

### veldlopen
- 1998:  BK korte cross